# Žerjav, Črna na Koroškem
Žerjav je naselje in krajevna skupnost v Občini Črna na Koroškem.